# Fusicladiella aronici
Fusicladiella aronici är en svampart som först beskrevs av Pier Andrea Saccardo, och fick sitt nu gällande namn av Franz Xaver von Höhnel 1919. Fusicladiella aronici ingår i släktet Fusicladiella och familjen Mycosphaerellaceae.   Inga underarter finns listade i Catalogue of Life.